# 3 de 10 amb folre
El 3 de 10 amb folre o 3 de 10 sense manilles és un castell de gamma extra mai realitzat, intentat, ni assajat, de 10 pisos d'alçada i 3 persones per pis, reforçat només per una estructura suplementària al pis de segons (folre), elimininant així les manilles. Així doncs aquest castell sumaria la fragilitat del 3 de 9 sense folre amb la dificultat d'afegir un pis més sense utilitzar manilles. Degut a la seva dificultat, aquesta estructura va ser considerada des de l'any 2000 fins al 2010 com el castell més difícil possible segons les taules de puntuacions del concurs de castells de Tarragona. El 2012 aquest castell desaparegué de la taula de puntuacions del concurs, però tornà a aparèixer a la del concurs de 2024.
El 3 de 9 sense folre només ha estat carregat en dues ocasions, una per la Colla Vella dels Xiquets de Valls i l'altre per la Colla Joves Xiquets de Valls, mentre que el 3 de 10 amb folre i manilles ha estat descarregat en sis ocasions pels Minyons de Terrassa i tres pels Castellers de Vilafranca i carregat per la Colla Vella dels Xiquets de Valls i la Colla Jove Xiquets de Tarragona.